# Jerzy Klechta
Jerzy Klechta (ur. 14 sierpnia 1939 w Łodzi, zm. 7 września 2023 w Wycześniaku) – polski dziennikarz, publicysta, pisarz.

## Życiorys
W wieku 17 lat rozpoczął studia na Politechnice Łódzkiej, gdzie włączył się w studencką działalność polityczną Października '56. Po usunięciu z uczelni rozpoczął studia na Katolickim Uniwersytecie Lubelskim, następnie Uniwersytecie Warszawskim, gdzie ukończył studia na wydziale historii oraz w Studium Dziennikarstwa. Ponadto studiował kulturę języka hiszpańskiego na Uniwersytecie w Salamance.
W 1968 roku wydał w Wydawnictwie MON zbeletryzowaną historię Z walk AL i GL w Warszawie, zgodną z linią propagandową ówczesnej władzy komunistycznej w Polsce. Pracował w Polskiej Agencji Prasowej, miesięczniku „Sprawy Międzynarodowe” i prasie młodzieżowej. Od 1968 roku należał do PZPR. W latach 70. kontynuował twórczość zgodną z linią PZPR. W 1972 roku, mając 32 lata, został zastępcą redaktora naczelnego „Walki Młodych”, wtedy organu ZMS. Od 1975 roku do rozwiązania pisma w sierpniu 1987 roku był redaktorem naczelnym miesięcznika „Radar”.
Postawę Jerzego Klechty na początku lat 80. charakteryzują dwa cytaty: pierwszy – z jego listu z sierpnia 1983 roku do Mieczysława Rakowskiego, ówczesnego wicepremiera rządu Wojciecha Jaruzelskiego:
Szanowny, Drogi Panie Premierze,
Wygrał Pan, czułem grozę wiejącą od »krzykaczy« (a może »wieszaczy«?), ale także poczułem smak Pańskiego (mojego, naszego!) zwycięstwa. »Kawiarnia« przed audycją TV szeptała kąsając, że odbędzie się »Rakowski-show«. Dzisiaj miny szeptaczom zrzedły. Nieśmiało przypominam o obietnicy napisania artykułu dla »Radaru«
Z drugiej strony Klechta pisał w 1991 roku o swojej działalności w tych samych czasach:
...działałem po 13 XII 1981 r., co prawda nie w podziemiu, lecz na rzecz podziemia, o czym, rzecz jasna, władz nie informowałem. Tego braku „lojalności” nie mogą mi dziś darować liderzy stanu wojennego z Mieczysławem F. Rakowskim i Jerzym Urbanem. (...) Przewoziliśmy samochodami służbowymi bibułę, z redakcyjnego samochodu wykonywaliśmy fotografie podczas zajść ulicznych 1 i 3 maja. Informowaliśmy ludzi podziemia o znanych nam planach propagandowych i zapisach cenzorskich związanych np. z II i III pielgrzymką Ojca Świętego do Ojczyzny. (...) Na tyle zdobyłem zaufanie Rakowskiego, że ten chętnie opowiadał, rozwodził się, m.in. na temat członków Biura Politycznego, wykazując głównie ich mierny poziom intelektualny i uwypuklając na tym tle własną „mądrość polityczną”. Informacje przekazywałem dalej, m.in. szefowi podziemnego SDP, S. Bratkowskiemu, R. Kapuścińskiemu, działaczom podziemia, korespondentom zagranicznym.
Jerzy Klechta potem pracował jako redaktor „Panoramy Polskiej” (1987–1990). Od 1989 roku prowadził w programie 2 TVP cotygodniowy magazyn Bliżej świata, do którego zapraszani byli mieszkający w Polsce dziennikarze zagraniczni (najczęstszymi gośćmi tego programu byli Bernard Margueritte z Francji i Renate Marsch-Potocka z Niemiec). Program ten był jednym z niewielu w ówczesnej telewizji, w którym puszczane były urywki programów telewizji zachodnich.
Pisywał także do różnych gazet. Był komentatorem w „Panoramie dnia” (TVP). W tym okresie napisał kilka książek o tematyce historycznej i podróżniczej (podróżował m.in. po Ameryce Łacińskiej).
W 1990 roku został doradcą do spraw mediów w Kancelarii Prezydenta Lecha Wałęsy. W latach 1994–2000 prowadził program autorski w TVP Katowice. W latach 1995–2006 prowadził program „Spojrzenia na Polskę” w TV Polonia. Po transformacji ustrojowej w Polsce specjalizował się w telewizji publicznej w tematyce watykańskiej; zaowocowało to kilkoma wydanymi przez niego książkami poświęconymi papieżowi Janowi Pawłowi II. W 1990 r. założył pierwszy w Pabianicach niezależny tygodnik – „Nowe Życie Pabianic”, którego był pierwszym redaktorem naczelnym. Później zrealizował kilka filmów dokumentalnych, parę z nich było nagrodzonych na XII Festiwalu w Niepokalanowie w kategorii filmu fabularnego w 1997 roku: Matka Jasnogórska, Od Wadowic do Rzymu (I nagroda), Prymas przełomu (III nagroda). Wykładał na Uniwersytecie im. Kardynała Stefana Wyszyńskiego. Od 1990 roku był felietonistą paryskiego „Głosu Katolickiego”, od lat osiemdziesiątych XX wieku do rozwiązania w 2012 roku współpracował z miesięcznikiem kulturalno-społecznym „Przegląd Powszechny”. W latach 1997–2007 był w TV Polonia komentatorem i redaktorem odpowiedzialnym za transmisje uroczystości religijno-patriotycznych. Po 2007 roku poświęcił się pracy literackiej. Jest autorem historii Polonii francuskiej. Z okazji 200. rocznicy urodzin Chopina napisał dwie jego biografie, jedna z nich ukazała się w Paryżu. Z okazji 195. rocznicy urodzin Stanisława Moniuszki opublikował pierwszą od pół wieku biografię tego polskiego twórcy oper narodowych. Był autorem felietonów i esejów publikowanych w Internecie.
Jerzy Klechta zmarł 7 września 2023 roku w Zakładzie Opiekuńczo Leczniczym w Wycześniaku w Puszczy Mariańskiej po wypadku rowerowym w Szwajcarii.

## Wybór publikacji
- Z walk GL i AL w Warszawie 1942–1944 (seria Bitwy–Kampanie–Dowódcy 1968)
- Gen. Klemens Kołaczkowski 1793–1873 (1977)
- Kilka światów w jednym (1979) ISBN 83-203-0162-9.
- Wyjście Hiszpanii na świat (1983) ISBN 83-11-07013-X.
- Od Sao Paulo do Meksyku (1984) ISBN 83-03-00494-8.
- Inwazja na Grenadę (1985) ISBN 83-11-07189-6.
- Salwador: kronika nienawiści (1985) ISBN 83-11-07261-2.
- Lech Walesa – Eine politische Biographie (Verlag Bonn Aktuell, 1992) ISBN 3-87959-469-4.
- Myśli Jana Pawła II (2000) ISBN 83-7030-241-6.
- Nadzieja większa od wszystkiego (2002) ISBN 83-7030-292-0.
- Z Nowego Sącza przez busz do Paryża, wyd. Paryż (2003)
- Powstaniec, tułacz, kapłan. Ks. Aleksander Jełowicki (1804–1877), wyd. Paryż (2004)
- Apostoł jedności (2003) ISBN 83-7030-245-9.
- Orędownik prawdy (2005) ISBN 83-7030-447-8.
- Najstarsza w świecie, wyd. Paryż (2006)
- Obrońca godności człowieka (2007) ISBN 978-83-7030-584-0.
- Serce Chopina, wyd. Paryż (2010)
- Duchowość Chopina (2010) ISBN 978-83-7030-718-9.
- W świecie Fryderyka Chopina (2010)
- 175 lat dla Polonii, wyd. Paryż (2011)
- Jan Paweł II Wielki (2011) ISBN 978-83-7030-798-1.
- Biskup Michał Klepacz w dokumentach bezpieki (2012) ISBN 978-83-62934-058.
- Duchowość Moniuszki (2013) ISBN 978-83-60900-10-9.